# Defender (zeiljacht)
De defender is een type zeiljacht. De defender zeiljachten zijn in de jaren 70 en 80 ontworpen door de Franse jachtarchitecten Gaubert en Mauric, een uitzondering is de defender-35 die ontworpen is door Eva M. Hollmann. Ze zijn gebouwd door scheepswerf Dekker te Amsterdam, en ze zijn ook door deze werf als casco geleverd waardoor er verschillende niveaus qua afwerking en indeling te vinden zijn.
Er zijn vier verschillende typen defenders gebouwd:
1. Defender-15
2. Defender-27
3. Defender-32
4. Defender-35

## Defender-15

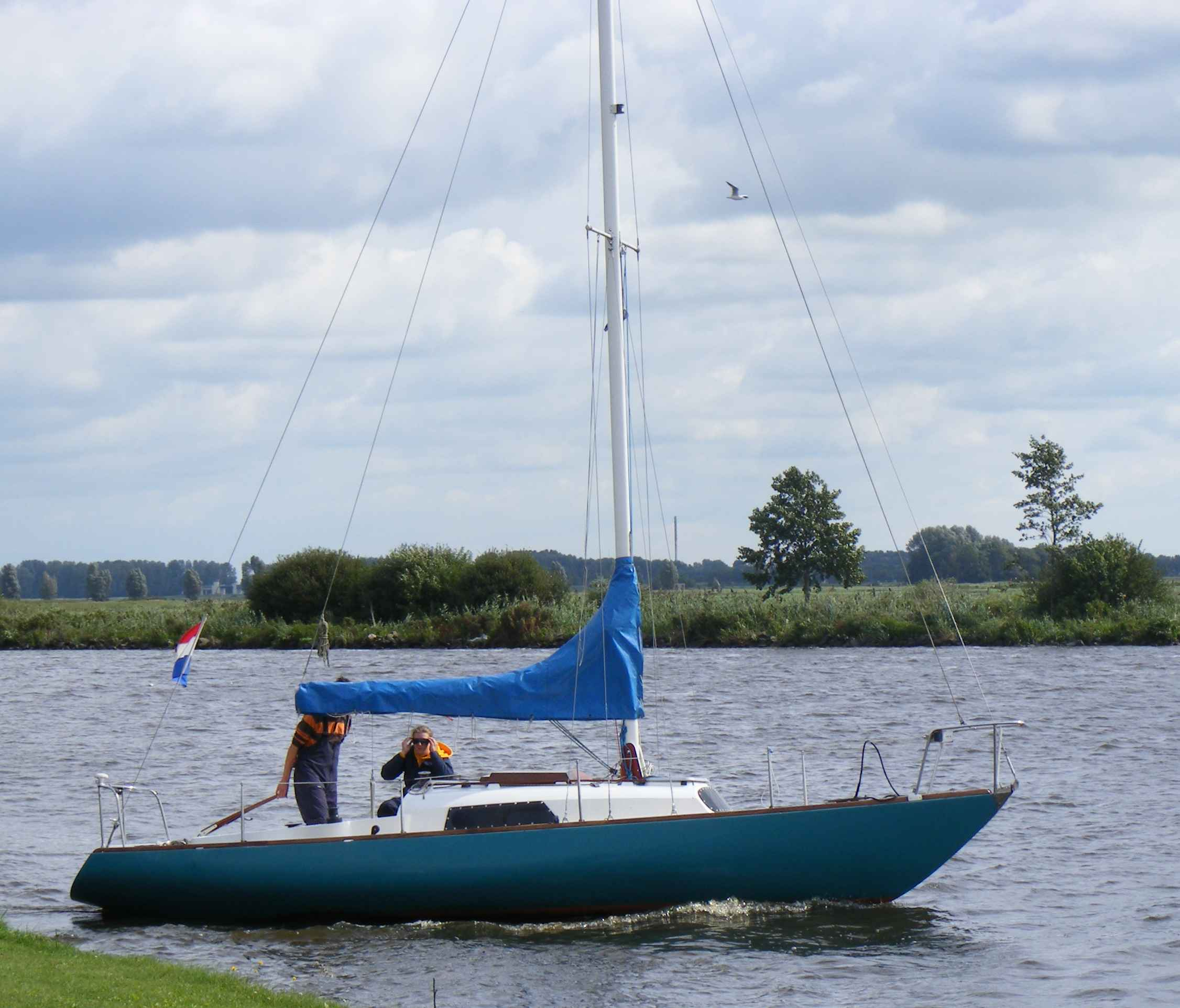

### Algemeen
Schip dat oorspronkelijk gebouwd is voor de 1/4 ton cup, het schip is snel en zeewaardig.

### Info
- Ontwerper: Jacques Gaubert en André Mauric
- Materiaal: polyester
- Hoofdafmetingen: 8,00 × 2,52 × 1,26 m
- Vorm: V-spant, aangehangen kiel, scheg
- Waterverplaatsing: 2000 kg
- Stahoogte: geen
- Zeiloppervlak: afhankelijk van genua 26 m²
- Slaapplaatsen: 4
- Bouwer: Jachtwerf F. Dekker en Zonen

## Defender-27

### Algemeen
Schip maakt gebruik van dezelfde romp als de defender-15, door echter gebruik te maken van een andere opbouw ontstaat er meer binnenruimte.

### Info
- Ontwerper: Jacques Gaubert en André Mauric
- Materiaal: polyester
- Hoofdafmetingen: 8,00 × 2,50 × 1,26/1,40 m
- Vorm: V-spant, aangehangen kiel, scheg
- Waterverplaatsing: 2000 kg; ballast 850 kg
- Zeiloppervlak: 31,7 m²
- Stahoogte: 1,7 m
- Slaapplaatsen: 4/5
- Bouwer: Jachtwerf F. Dekker en Zonen en later door EDOR uit Boven –Leeuwen

### Bijzonderheden
Schip is met twee verschillende soorten kiel geleverd met een diepgang van 1,26m of 1,40m, veel schepen zijn door de eerste eigenaar zelf afgebouwd waardoor er verschillende indelingen mogelijk zijn.

## Defender-32

### Algemeen
Erg snel en comfortabel schip dat zowel recreatief als voor wedstrijden gebruikt werd.

### Info
- Ontwerper: Jacques Gaubert
- Materiaal: polyester
- Hoofdafmetingen: 9,60 × 3,00 × 1,45/1,60 m
- Vorm: V-spant, aangehangen kiel, scheg
- Waterverplaatsing: 3200 kg; ballast 1450 kg
- Zeiloppervlak: 49 m²
- Stahoogte: 1,9 m
- Slaapplaatsen: 6
- Bouwer: Jachtwerf F. Dekker en Zonen

### Bijzonderheden
Schip is met twee verschillende soorten kiel geleverd met een diepgang van 1,45m of 1,60m, ook zijn er verschillende schepen met een andere kajuit gemaakt, met de daarbij behorende kajuitindeling.

## Defender-35

### Algemeen

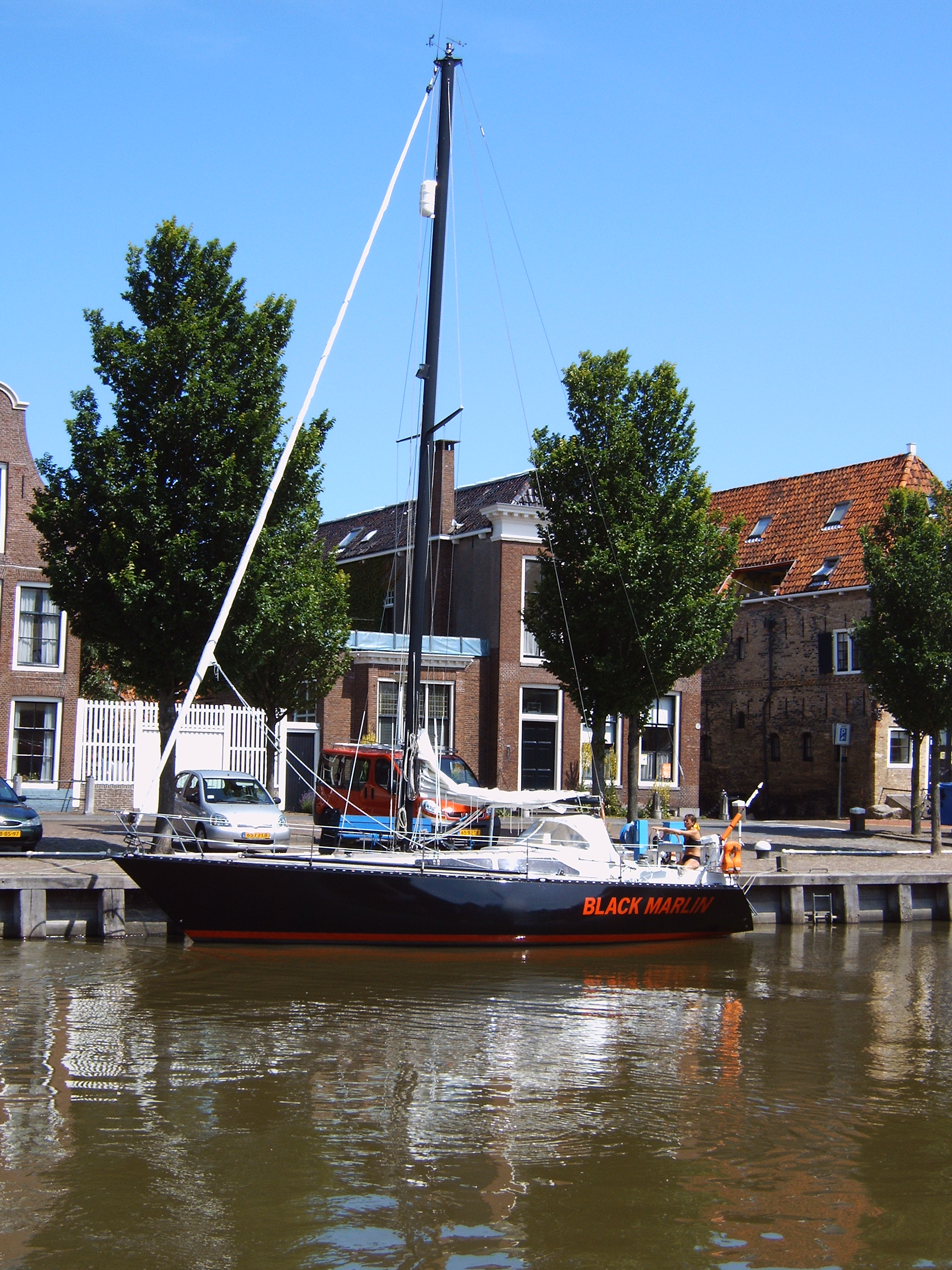

Totaal zijn er 9 schepen gebouwd, het originele ontwerp was voor deelname aan de 3/4 ton cup, de vormgeving wijkt af van de andere types defender die allen sterk op elkaar lijken.

### Info
- Ontwerper: Eva M. Hollmann
- Materiaal: polyester
- Hoofdafmetingen: 10,75 × 3,28 × 1,68 m
- Vorm: rondspant
- Waterverplaatsing: 4028 kg; ballast 1905 kg
- Zeiloppervlak: 46 m²
- Stahoogte: 1,85 m
- Slaapplaatsen: 6
- Bouwer: Jachtwerf F. Dekker en Zonen